# Already Gone
I Do Not Hook Up este al treilea single de pe albumul All I Ever Wanted al cântăreței Kelly Clarkson. A ajuns pe locul 13 în Statele Unite ale Americii, ajungând doar pe locul 66 în Regatul Unit. A primit un disc de platină în Canada și unul de aur în Australia.
Acesta a provocat un nou conflict între Clarkson și casa de discuri, RCA Records, Clarkson nefiind de acord cu lansarea piesei ca single. "Already Gone" a fost scrisa de Ryan Tedder împreuna cu Clarkson. Mulți critici au observat că linia melodică și stilul sunt similare cu cele ale piesei "Halo" cântată de Beyonce. Clarkson, după ce a luat la cunoștință comparațiile, nu a vrut să elibereze piesa din respect pentru Beyonce, și a vrut să elibereze în schimb melodia compusă de ea, "Cry", care a avut recenzii de pozitive, în special de la BBC. Cu toate acestea, RCA a refuzat înregistrarea, lansând „Already Gone” împotriva dorințelor lui Clarkson. Ca răspuns la întregul fiasco, Clarkson a scris un cântec numit „Wash Rinse Repeat”, în care ea își spune opinia sa cu privire la lipsa de creativitate cu care RCA lucrează cu artiștii lor.

## Legături externe
- Versurile complete ale acestei piese pe MetroLyrics